# Gironella (Malpàs)
Gironella es un antiguo pueblo del municipio del Pont de Suert, en la Alta Ribagorza, provincia de Lérida, Cataluña, España. Formó parte del antiguo término de Malpàs desde la promulgación de la Constitución de Cádiz, en 1812, hasta su incorporación al Pont de Suert en 1968. Actualmente, el antiguo pueblo ha quedado reducido a una masía.

## Descripción
El pueblo era a 989,6 metros de altura, en un lado a la izquierda del barranco de Malpàs. Se accede por una pista asfaltada, que arranca hacia el sureste del kilómetro 0,5 de la LV-5212. Está al sur del pueblo de Malpàs.
Su iglesia, antiguamente parroquial, románica, está dedicada a San Acisclo y Santa Victoria, y está 175 metros al norte de la masía actual de Casa Gironella.

## Historia
Del castillo de Gironella, documentado desde 958 como posesión de Lavaix, no queda ningún vestigio. Podría haber estado en el lugar de la actual masía de Gironella.
Pascual Madoz incluye Gironella en su Diccionario geográfico... de 1849. Se puede leer que el pueblo estaba en un cerro dentro de una hondonada batida por el viento del norte, que lo combatía con mucho rigor. Estaba abrigado, sin embargo, del resto de vientos. Tenía dos casas, de las cuales una ya estaba medio derruida en aquellos años, y la otra era de piedra, de mala apariencia. La iglesia era sufragánea de la de Malpàs, dedicada a san Iscle y santa Victoria. El cementerio estaba fuera del pueblo, bien ventilado. A unos 100 pasos había una fuente.
El terreno es montañoso, áspero y de mala calidad, donde se podían labrar 40 jornales, entre ellos algunas artigas, que producían 3 por 1 de labores, además de unos huertitos en el barranco adyacente. Hay robles y fresnos que dan madera para leña y para reparaciones de la casa. Se producía trigo, centeno, cebada y legumbres. Se criaban cabras, ovejas, bueyes y mulas. Hay pesca de truchas muy buenas. Tenía un solo vecino (cabeza de familia) y 7 ánimas (habitantes).